# Кубок Чернігівської області з футболу 1979
Кубок Чернігівської області з футболу 1979 — 35-й розіграш Кубка Чернігівської області з футболу.
На всіх етапах турніру зустрічі команд складаються з одного матчу.

## Учасники
В цьому розіграші Кубку узяли участь 8 клубів.
| 1/4 фіналу - «Авангард» (Ладан) - «Зірка» (Корюківка) - «Колос» (Линовиця) - команда м. Новгород-Сіверський - «Промінь» (Чернігів) - «Спартак» (Чернігів) - «Торпедо» (Ніжин) - «Торпедо» (Чернігів) |

## 1/4 фіналу
| Команда 1 | Команда 2                      | Рахунок           |
| --------- | ------------------------------ | ----------------- |
| «Зірка»   | «Торпедо» Ч                    | 1:1 (по пен. 4:5) |
| «Спартак» | «Авангард»                     | 2:2 (по пен. 1:2) |
| «Колос»   | «Торпедо» Н                    | 0:1               |
| «Промінь» | команда м. Новгород-Сіверський | 3:0               |

## 1/2 фіналу
| Команда 1  | Команда 2   | Рахунок |
| ---------- | ----------- | ------- |
| «Промінь»  | «Торпедо» Н | 2:0     |
| «Авангард» | «Торпедо» Ч | 3:1     |

## Фінал
| Команда 1 | Команда 2  | Рахунок |
| --------- | ---------- | ------- |
| «Промінь» | «Авангард» | 4:0     |